# Psychiatrická nemocnice v Dobřanech
Psychiatrická nemocnice v Dobřanech byla postavena v letech 1876–1880 na jižním okraji města Dobřany v okrese Plzeň-jih.

## Historie
Nutnost vyřešit potřebu zvýšení psychiatrických lůžek v západních Čechách vedlo Český zemský sněm 15. října 1874 k usnesení zřídit nový ústav pro duševně choré a to pro 500 až 600 pacientů. Rozhodnutí umístění ústavu padlo na pozemky na okraji Dobřan, asi deset kilometrů jihozápadně od Plzně. Byla sestavena odborná komise vedená MUDr. Ludwigem Tedescem. Mezi lékařskými odborníky byl např. MUDr. Ludwig Schlager, ředitel ústavu pro duševně choré ve Vídni, MUDr. Anton von Jaksch z Wartenhorstu, c.k. vládní rada a univerzitní profesor v Praze, mezi technickými odborníky Georg Löw, generální ředitel severní dráhy císaře Ferdinanda. Komise vyhlásila architektonickou soutěž. Své návrhy předložili pouze čtyři z oslovených devíti pražských a tří vídeňských architektů. První cena nebyla vyplacena. Druhou cenu ve výši 2 500 zlatých získal pražský architekt a železniční stavitel Josef Benischek (1841–1896), který byl pověřen vypracováním plánů a vedením stavby. V roce 1878 na Světové výstavě v Paříži byla vystavena perspektivní kresba areálu. Výstavba areálu Zemského ústavu pro choromyslné proběhla v letech 1876–1883. První pacienti byli převezeni z pražského ústavu do provizoria 13. dubna 1880. Vedení ústavu převzal Arnold Pick. V roce 1880 byla vysvěcena kaple. Oficiální otevření proběhlo 5. března 1881. Od roku 1884 do roku 1909 byl ředitelem MUDr. Jan Hraše (1853–1935). Původní počet pacientů byl do konce 19. století byl překročen, v ústavu pobývalo přes 1 400 pacientů. To si vyžádalo další výstavbu nových pavilónů a dalších technických zařízení. Už v roce 1901 byla rozšířena ústavní plynárna. Nové plány na rozšíření ústavu vypracovalo technické oddělení Zemského výboru. V září 1906 byla Škodovým strojírnám zadána výstavba vodárny, potrubí dodala a položila firma Antonína Tringlera z Prahy a výstavbu nového vodojemu provedla firma Karla Herzána. V roce 1914 byla postavena pekárna. V období první světové války byl zde také vojenský lazaret. V letech 1929–1930 byla postavena nová ústřední kotelna.

### Období 1938–1945
Počátkem října 1938 bylo město obsazeno německým vojskem a začleněno do říšských Sudet pod novým názvem Wiesengrund. V roce 1941 bylo v sanatoriu, největší instituci v Sudetech, více než 2700 pacientů, kteří byli zahrnuti do Akce T4 (tzv. eutanazie dětí a dospívajících). Pacienti byli transportováni z léčebného zařízení v Kosmonosech přes Dobřany/ Wiesengrund dále do Saska (Pirna-Sonnenstein) a Horních Rakous (Hartheim), kde byli usmrcováni. V Dobřanech v období od 3. května 1939 do 2. května 1945 zemřelo na 5 700 osob.
Britské letectvo v noci ze dne 16. na 17. dubna 1943 bombardovalo Dobřany a okolí. Letečtí navigátoři se spletli v pozici a zaměnili Dobřany s plzeňskými Škodovými závody. Na město včetně léčebny bylo svrženo na 600 tun bomb. Bombardována byla právě jihovýchodní část města, kde se nacházela psychiatrická léčebna, protože rozmístění domů v areálu připomínalo obdobu továrních budov. Zahynulo zde 100 pacientů ústavu, 60 německých vojáků a 25 civilistů. Bylo zničeno na 550 domů, bez zásahu zůstalo pouze 200 domů. V ústavu byla zničena především administrativní budova a oddělení pro ženy.

### Po roce 1945
Po ukončení druhé světové války byla psychiatrická léčebna pod vedení ředitele MUDr. Quido Knappa obnovována, byly prováděny hlavně stavební úpravy zničených budov. Bylo zde zaměstnáno sedm lékařů, 233 zdravotních sester a 75 tzv. zřízenců. Počet nemocných dosahoval až 2000. Počet pacientů postupně klesal, v roce 2011 bylo v ústavu 1225 pacientů.
Dětské oddělení otevřené v roce 1958 se zabývalo pouze dětmi předškolního věku. Až po roce 2000 na moderním dětském oddělení se věnují i dětem mladšího a staršího školního věku a dorostu. V roce 2018 přibyl nový léčebný pavilon s kapacitou pro 60 pacientů.

## Popis
Areál Zemského ústavu pro choromyslné byl postaven v letech 1876–1883 a rozkládá se na ploše 43 ha. Postaven byl jako soběstačný urbanistický celek, který zahrnoval soubor pavilónových budov, kapli, budovu kuchyně, prádelny a lázní, ústřední kotelny a vodárny s věžovým vodojemem ve tvaru zvonice, která byla umístěna mezi areálem a řekou Radbuzou. Naproti vodárny byla ústavní plynárna. Rozšíření o další pavilony probíhalo po roce 1901. V roce 1906 byl postaven nový betonový věžový vodojem 25 metrů vysoký, rozvod vody a vyhloubeny další čtyři studny. V roce 1914 byla postavena pekárna a v letech 1929–1930 byla postavena nová ústřední kotelna s komínem 72 metrů vysokým (byl zbourán v roce 2011).